# Gambat
Gambat (in urdu: گمبٹ) è una città del Distretto di Khairpur, nel Sindh settentrionale, in Pakistan. Situata a circa 47 metri sul livello del mare, Gambat ha una popolazione stimata di 29 149 abitanti, secondo il censimento del 2010. La città è a sua volta suddivisa in due Union councils (la più piccola divisione amministrativa presente in Pakistan).